# Wiry (województwo łódzkie)
Wiry – wieś w Polsce położona w województwie łódzkim, w powiecie sieradzkim, w gminie Brąszewice.
W latach 1975–1998 miejscowość należała administracyjnie do województwa sieradzkiego. Obecnie należy do województwa łódzkiego.